# トロント市消防局
トロント市消防局（トロントししょうぼうきょく、Toronto Fire Services 略称：TFS）は、カナダオンタリオ州トロント市が設置する消防機関で、消防、救助、危険物処理サービスをトロント市全域に提供している。
トロント市消防局は2021年現在、カナダ最大の消防機関である。なお、救急車等の救急隊運用についてはトロント市救急局が担当している。

## 沿革

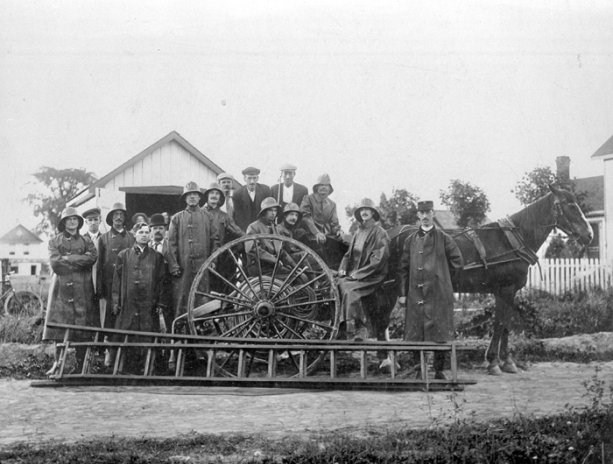
ベッドフォードパークボランティア消防団。 1900年。

トロントでの消防の起源は1874年に旧トロント市で始まり、現在もボランティア（消防団）で構成されている。 1874年以前は、消防隊は市内の訓練が不十分なボランティアの小隊で構成されていた。最初の小隊は1826年に設立され、1831年にはしご小隊が設立された。そのころには訓練された隊員が多く居た。ブリティッシュアメリカアシュアランスカンパニーc.1837によってトロントで使われていた木製のポンプ車が、ブラッククリーク開拓村で発見された。 
グレートトロント火災、1849年と1904年のトロント大火、エスプラネードウェストからメリンダストリートまでベイストリートの大部分を破壊した大火災の後、トロントの消防組織は重要な都市サービスになり、現在のトロント市消防局につながっている。
トロント消防署は、旧トロント市、イーストヨーク、エトビコ、ノースヨーク、スカーバラ、ヨークの消防本部が合併して1998年に設立された。カナダ最大の消防機関であり北米で5番目に大きい市消防局である。

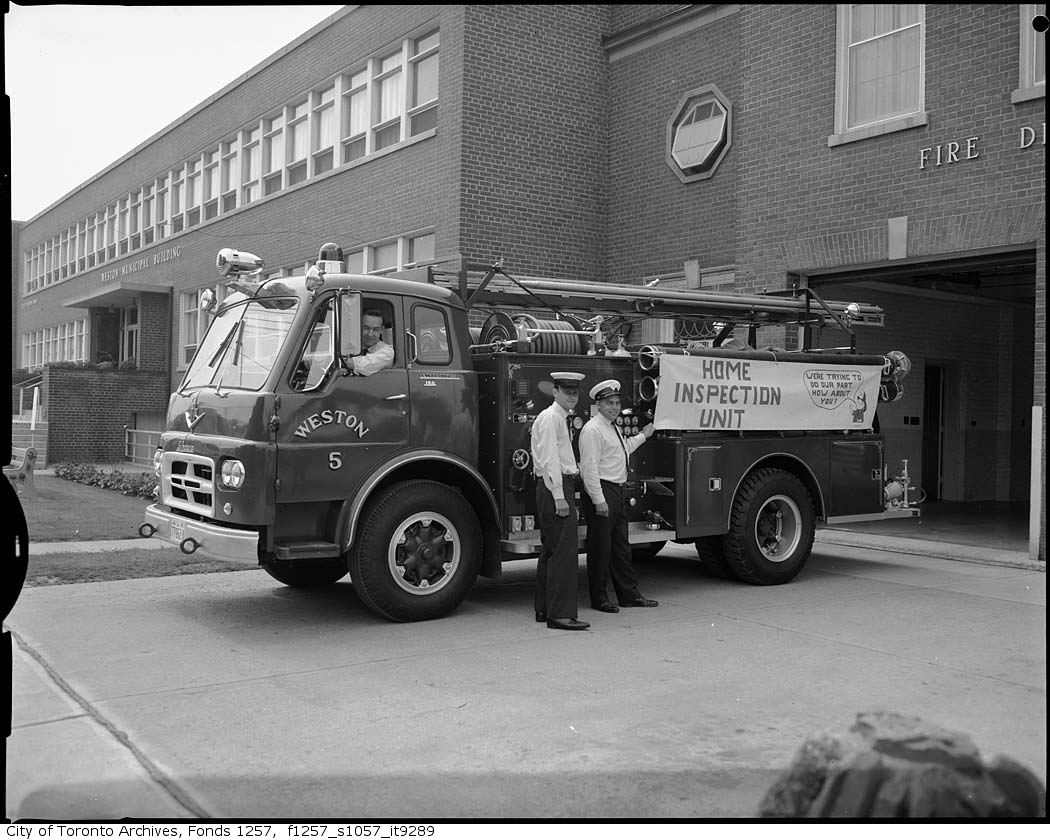
ウェストン消防本部は、ヨーク地域消防本部に吸収されるまでウェストンに組織されていた。ヨーク地域消防本部は、1998年にトロント市消防局と合併した。

市の2013年予算計画の一環として、トロント市はすべての市の公的機関による10％の削減を求めた。 トロント市消防局は、当時の消防局長のJames Salesの下で、10％の削減目標を達成するために、いくつかの消防分署（213、215、324、および413分署）から車両を削減し、と424分署を閉鎖した。 同様に、人員も削減した。 
2014年には、4台のポンプ車（ポンプ213、ポンプ215、ポンプ413、ポンプ424）が運用停止となった。また、424分署は再び閉鎖された。
2017年、消防局長のMatthew Peggの下で、包括的な消防局改革計画が作成および導入された。
2018年には、常設部署として開設させるトロントコミュニティ住宅火災安全タスクフォースを支援するために、10人のスタッフが追加雇用された。 また、2018年には、21人の消防士と1人で雇用された消防士が、ダウンスビュー消防本部の開設を支援するために消防局から移籍した。  

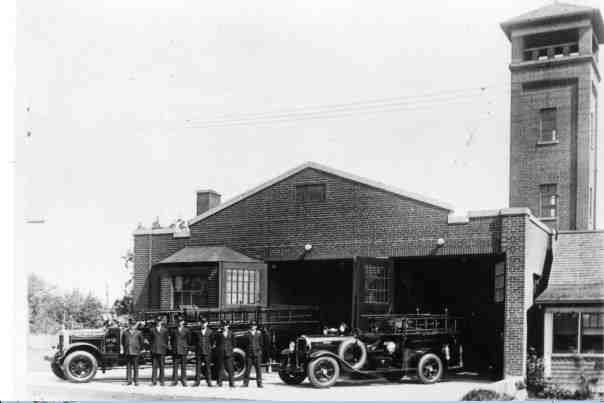
バーチマウントロードにあった消防署。トロント市消防局と合併するまで、スカーバラ消防本部によって使用されていた。

## 組織

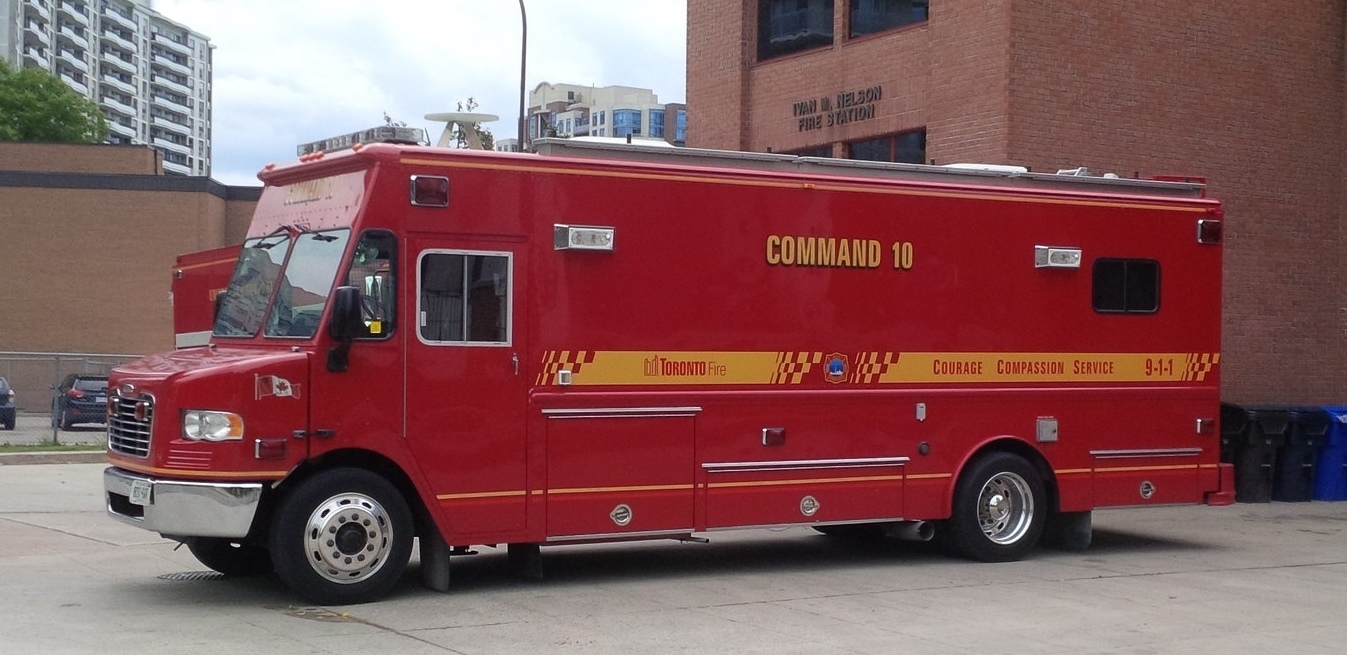
消防局の移動指揮本部車。大規模災害に出動して指揮を執るための車両。

1人の消防局長と4人の副消防局長はすべて、トロント市消防局とトロント市救急局の両方の本部である4330ダッファリンストリートに拠点としている。 トロント市消防局には4つの方面本部が存在し、各方面に方面本部指揮官が割り当てられている。
Alan F. Speedは、1997年11月に統合されたトロント市消防局の最初の消防局長に就任した。彼は2003年4月に引退するまで消防局長として働いた。

### 階級
| 階級         | 消防局長（Chief of Department） | 副消防局長（Deputy Fire Chief）    | 方面本部長（Division Commander）           | 副方面本部長（Platoon Chief）              | 大隊長（District Chief）             | 小隊長（キャプテン）         | 上級消防士（First Class Firefighter） | 中級消防士（Second Class Firefighter） | 初級消防士（Third Class Firefighter） | 消防士候補生（Probationary Firefighter）               |
| ------------ | ------------------------------- | ---------------------------------- | ------------------------------------------ | ------------------------------------------ | ------------------------------------ | ---------------------------- | ------------------------------------- | -------------------------------------- | ------------------------------------- | ------------------------------------------------------ |
| 記章         |                                 |                                    |                                            |                                            |                                      |                              | 記章なし                              | 記章なし                               | 記章なし                              | 記章なし                                               |
| ヘルメット色 | 白                              | 白                                 | 白                                         | 白                                         | 白                                   | 赤                           | 黒                                    | 黒                                     | 黒                                    | 黒                                                     |
| 説明         |                                 |                                    | 東西南北の各方面本部を指揮する統括指揮官。 | 各シフトごとに方面隊に割り当てられる指揮官 | 大隊を指揮する                       | 各小隊に割り当てられている。 |                                       |                                        |                                       |                                                        |
| 備考         | 防火衣の裏に「CHIEF」と刻印     | 防火衣の裏に「DEPUTY CHIEF」と刻印 | 防火衣の裏に「DIVISION COMMANDER」と刻印   | 防火衣の裏に「PLATOON CHIEF」と刻印        | 防火衣の裏に「DISTRICT CHIEF」と刻印 |                              |                                       |                                        |                                       | ヘルメットの前面に赤で「Probationary」とマークされる。 |

## 主力機械

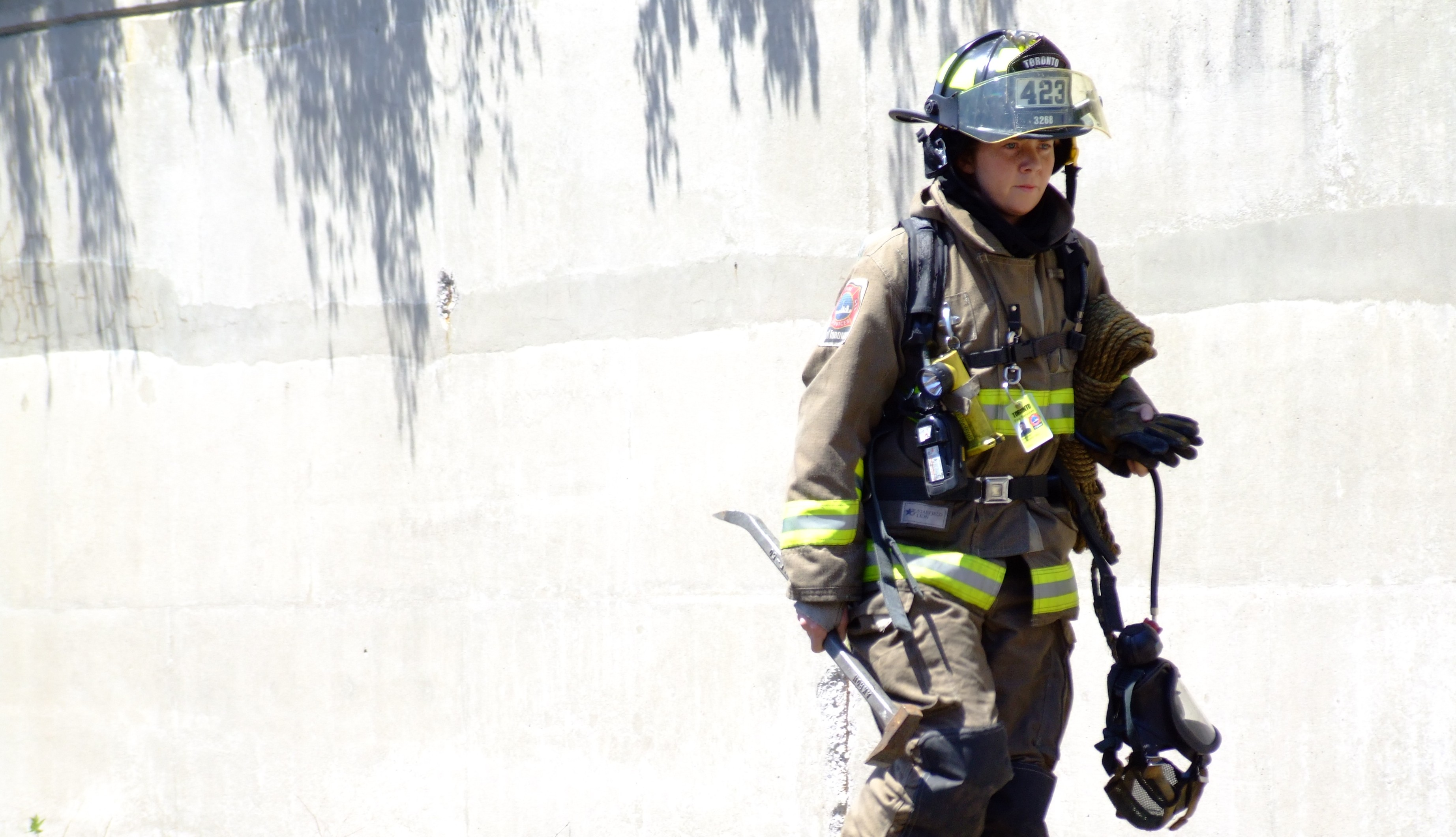
トロント市消防局の消防士。

### 消防車両
トロント消防署は1911年から自動車の使用を開始した。最初の電動ポンプ車は1911年10月18日にカレッジストリートの分署に配備された。それ以前は、消防局は馬車のポンプ車とはしご車を使用していた。 
トロント市消防局には、179台の車両が配備されている。合併以来、車両には英数字の移動無線用コールサインが割り当てられている。アルファベットの接頭辞は、車両のタイプを識別し、次後述の3桁の数字は、車両が所属してる分署を識別する。最初の桁は、分署が属する方面本部を識別する（1-北、2-東、3-南、4-西）。 2桁目は、分署が所属する方面本部の大隊を識別する。最後の桁は、車両が所属する分署を識別する。
トロント市消防局で使用されている車両種別一覧
「xxx」にはコールサインが入る
- 主な消防車両
  - ポンプ車（Pumper）（Pxxx）ポンプ車には、消防用具や簡易的なレスキューツールなどが積まれている。
  - 救助機能付ポンプ車（Rescue）（Rxxx）救助機能付ポンプ車には、消防用具のほか、油圧式の交通救助資機材やその他の救助資機材が積まれている。
  - ポンプ付はしご車（Aerial）（Axxx）直進式はしご車 23〜32メートルの梯体を備える。ポンプとタンクが搭載されており、ポンプ車としての基本的な動作が可能。
  - はしご車（Ladder）（Lxxx）直進式はしご車 23〜32メートルの梯体を備える。ポンプやタンクは装備されておらず、救助資機材を中心とした装備が積まれている。
  - 屈折はしご車（Tower）（Txxx）35メートルの屈折梯体を備える。2台のみ配備されており北方面本部と南方面本部にそれぞれ配備されている。
  - バスケット付はしご車（Platform）（PLxxx）バスケット付の30メートル梯体を備える。西方面本部に1台のみ配備されている。
  - 大型救助車（Squad）（Sxxx）救助車には、油圧交通救助資機材だけでなく、救助活動に対応するための都市型救助資機材が積まれている。車両はウォークスルー構造となっている。トロント市に5隊の救助隊が配備されており、東西北の方面本部に1隊ずつ、南方面本部に2隊配置されている。
  - 特殊災害対策車（Haz-Mat Unit）（HZxxx）CBRNE/化学物質流出等事故用の資機材を搭載している。北方面本部と南方面本部に1台ずつ配備。
  - 高層災害対応車（High Rise Unit）（HRxxx）高層建物での事故や火災に対応するための資機材を有した救助車両。北方面本部と南方面本部に1台ずつ配備。
  - 化学消防車（High capacity Foam Pumper）2021年現在、トロント市消防局に新規配備されることとなっている車両

- 指揮車両
  - 消防局長/副消防局長（Fire Chief/Deputy Chief）（Cx）
  - 方面本部長車（Division Commander）（Cx）各方面本部に1台ずつ配備
  - 副方面本部長車（Platoon Chief）（PCx0）各方面本部に1台ずつ配備
  - 大隊長車（District Chief）（DCxx）通常の災害出動時に消防隊等を指揮する大隊長が使用する車両
  - 移動指揮本部車（Command）（CMDxx）市内全域で3台

- 支援車両（通常は運用人員が割り当てられておらず、必要に応じて他小隊が乗換/兼任運用する）
  - 特殊災害支援車（Hazmat Support Unit）（HSxxx）
  - 除染車（Decontamination Unit）（DExxx）
  - 大型水槽車（Water Tanker）（WTxxx）-1台のみ東部方面隊に配備
  - 速消車（Rapid Attack Vehicle）　1台のみトロント島に配備
  - 全地形対応車（All-Terrain Vehicle）（ATVx
  - 小型ポンプ車（Mini Pumper）（MPxxx）
  - 多目的車（Multi-Response Vehicle）（MPVxxx）
  - 消防艇（Fireboat）（FBxxx）トロントハーバーに配備
  - トレンチ救助支援車（Trench Rescue Support Truck）（TRSxxx）東方面本部に1台
  - 空気充填照明車（Air/Light Unit）（LAxxx）各方面本部に1台ずつ配備
  - 整備車（Mechanical Response Unit）（MRUxxx）

- その他の車両
  - 消防学校用ポンプ車（TRPx）
  - 予備車両（X5xxx）
  - 火災調査車（FIx）